# Synagoga Icka Halperna w Łodzi
Synagoga Icka Halperna w Łodzi – prywatny dom modlitwy znajdujący się w Łodzi przy ulicy Jerozolimskiej 9.
Synagoga została zbudowana w 1899 roku z inicjatywy Icka Halperna. Mogła ona pomieścić 25 osób. Podczas II wojny światowej hitlerowcy zdewastowali synagogę.